# Откад си отишао
Откад си отишао је амерички епски драмски филм из 1944. у режији Џона Кромвела за Selznick International Pictures и дистрибуцији United Artists-а. То је прича о једном америчком граду током Другог светског рата, који је адаптирао и продуцирао Дејвид О. Селзник према роману Откад си отишао: Писма војнику од његове жене Маргарет Буел Вајлдер из 1943. године.  Музику је написао Макс Штајнер, а сниматељи су били Стенли Кортез, Ли Гармес, Џорџ Барнс и Роберт Брус.
Радња филма смештена је у америчком граду средње величине, у близини војне базе, где људи са вољеним особама у Оружаним снагама покушавају да се изборе са промењеним околностима и дају свој допринос ратним напорима. 
Иако сентименталан повремено, филм Откад си отишао, понекад је тмуран с обзиром на ефекте рата на обичне људе. Неки ликови се суочавају са тугом, усамљеношћу или страхом за будућност. У болничким сценама приказани су рањеници и инвалиди.

## Радња
У јануару 1943. Ен Хилтон, домаћица из више средње класе живи у граду на средњем западу близу војне базе са своје две ћерке тинејџерке, Џејн и Бриџит „Бриџ“. Енин вољени супруг Тим Хилтон добровољно се пријавио за службу у америчкој војсци у Другом светском рату. Ен се управо вратила са испраћаја свог мужа у камп Клејборн, и она и њене ћерке морају да се прилагоде Тимовом одсуству и да поднесу и друге жртве у оквиру ратних напора, укључујући рационализацију хране; сађење победничке баште; одустајање од услуга њихове лојалне слушкиње Фиделије која ипак нуди да настави да ради скраћено радно време за Хилтонове, без плате; и прихватање у пансион пензионисаног пуковника Смолета. Када Хилтонови отпутују возом у неуспешном покушају да виде Тима последњи пут пре него што он отплови, они се сусрећу или путују са многим другим људима чији су животи погођени ратом, и на крају не виде Тима јер њихов воз се одлаже да би прво прошао воз за снабдевање. Насупрот томе, комшиница Хилтонових, Емили Хокинс, жали се на непријатности изазване ратом и понаша се неприлично, попут гомилања хране и критиковања напора Хилтонових.
Пуковник има затегнуте односе са својим младим унуком, Билом Смолетом, јер је Бил пропао у Вест Поинту и сада служи у америчкој војсци као обичан каплар, а не као официр. Анин и Тимов стари пријатељ, поручник америчке морнарице Тони Вилет, такође посећује Хилтонове док чека своја наређења. Бил се брзо заљубљује у Џејн, која је заљубљена у Тонија, кога је пак Ен већ дуго привлачила. Међутим, након што Тони оде, однос Била и Џејн се полако развија и они се заљубљују. Они се вере, али Бил убеђује Џејн да сачекају крај рата да би се венчали. Бил је коначно послат у иностранство, а Џејн у сузама трчи за његовим одлазећим возом да му каже збогом. Пуковник, који под својом грубом спољашњошћу заиста брине о свом унуку, преноси своје добре жеље Билу преко Ен, али стиже прекасно да би се лично опростио.
Џејн је одлучна да учини више за ратне напоре и почиње да волонтира као помоћница медицинске сестре у оближњој војној болници, где се ветерани повратници са физичким и менталним повредама шаљу на опоравак. Породица сазнаје путем телеграма да је Тим Хилтон нестао у акцији у југозападном Пацифику. Убрзо након Биловог одласка, Хилтонови добијају вест да је убијен у акцији у Салерну. Хилтонови и пуковник заједно тугују за Билом. Џејн и Ен коначно грде Емили Хокинс након што Емили сугерише да је непристојно да Џејн волонтира у болници, а Ен одлучује да и сама мора да учини више да помогне и обучава се за заваривача у бродоградилишту.
Тони се враћа на одсуство и разговара са Ен о својим осећањима према њој, али она верује да је он посматра само као романтични идеал јер је удата за његовог пријатеља Тима и стога недостижна. Ен и Тони одлучују да оставе ствари какве јесу и остану пријатељи. На Бадње вече, Фиделија ставља поклоне под јелку које јој је Тим дао месецима раније да остави породици, а Ен је дирнута до суза. Ен тада добија телеграм путем телефона који је обавештава да је Тим безбедан и да се враћа кући, а она и њене ћерке се радосно грле.

## Глумци
- Клодет Колбер као г-ђа Ен Хилтон
- Џенифер Џоунс као Џејн Хилтон
- Џозеф Котон као Тони Вилет
- Ширли Темпл као Бриџет Хилтон
- Роберт Вокер као Бил Смолет
- Монти Воли као пуковник Смолет

## Пријем
Према критичару The New York Times-а Бослију Краутеру, Откад си отишао има сценарио са „вишком исцрпљујућих емоционалних детаља“; Краутер је био импресиониран глумом, али је имао проблема са филмом у целини.: 
Филм је био успешан и зарадио је 4.950.000 долара у Северној Америци током свог приказивања у биоскопима, и преко 7 милиона долара укупно.  

## Иза сцене
Сцена опроштаја Џејн и Била на железничкој станици пародирана је у филму Има ли пилота у авиону?. (1980) Џејн и Бил су играли младе љубавнике у филму Откад си отишао, али у стварном животу су у то време били у браку и прошли кроз горак раскид због њене афере са продуцентом Селзником. Развели су се недуго након што је филм завршен, а Џејн се касније удала за Селзника након што је ова афера окончала његов брак са Иреном Мајер Селзник.